# Saint-Étienne-Roilaye
Pour les articles homonymes, voir Saint-Étienne (homonymie).
Saint-Étienne-Roilaye est une commune française située dans le département de l'Oise en région Hauts-de-France.

## Géographie
|             | Cuise-la-Motte        | Croutoy |
| Pierrefonds | Saint-Étienne-Roilaye | Chelles |
|             | Retheuil Aisne        |         |

### Hydrographie
La commune est située dans le bassin Seine-Normandie. Elle est drainée par le ru de Vandy, le fossé du Fond des Ravins, le fossé du Mesnil et le fossé du Missemont,,.
Le Ru de Vandy, d'une longueur de 16 km, prend sa source dans la commune de Vivières et se jette  dans l'Aisne à Cuise-la-Motte, après avoir traversé sept communes. 

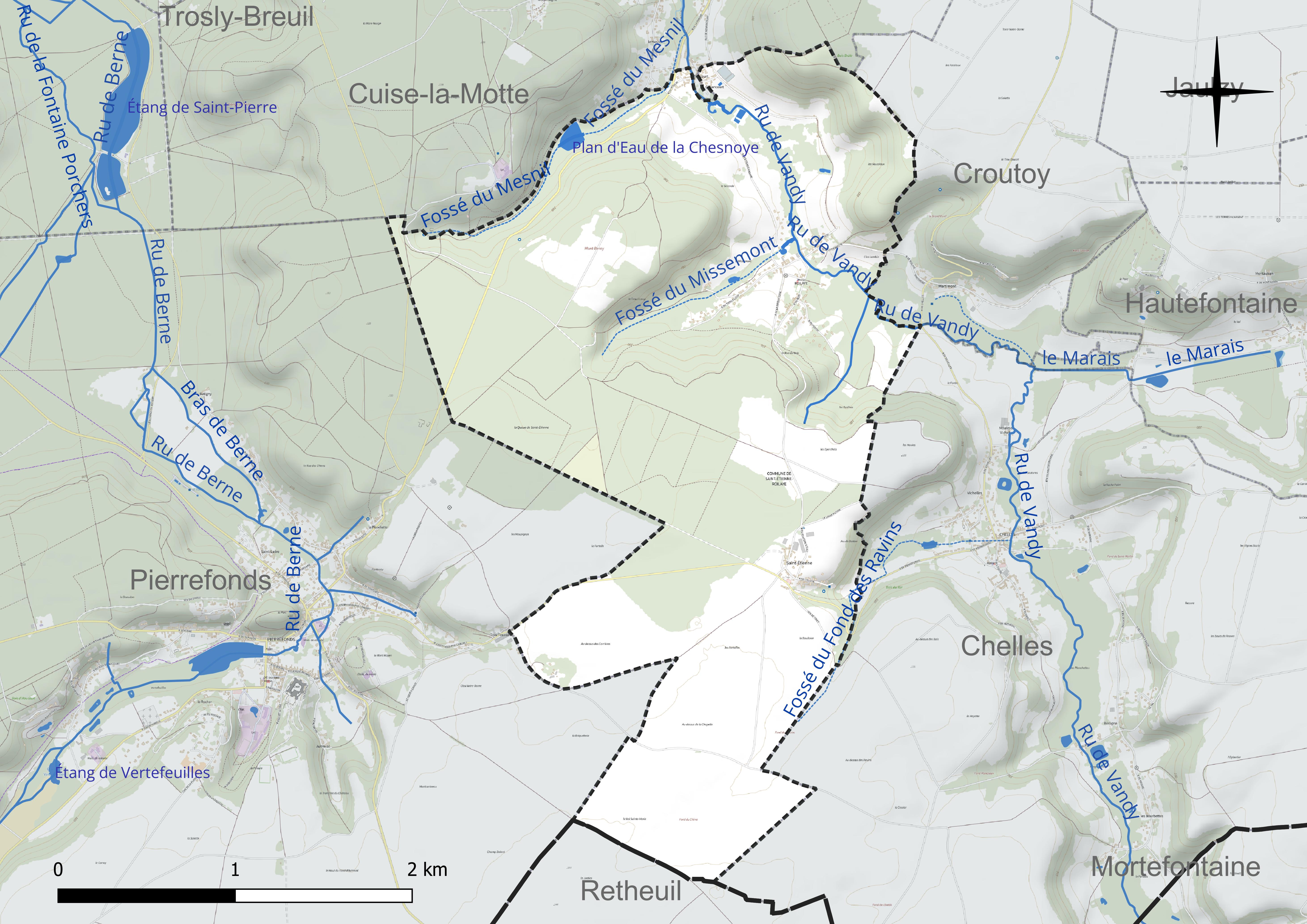
Réseau hydrographique de Saint-Étienne-Roilaye.

Un plan d'eau complète le réseau hydrographique : le plan d'eau de la Chesnoye (1,4 ha),.

### Climat
Pour des articles plus généraux, voir Climat des Hauts-de-France et Climat de l'Oise.
En 2010, le climat de la commune est de type climat océanique dégradé des plaines du Centre et du Nord, selon une étude du CNRS s'appuyant sur une série de données couvrant la période 1971-2000. En 2020, Météo-France publie une typologie des climats de la France métropolitaine dans laquelle la commune est exposée à un climat océanique altéré et est dans la région climatique  Nord-est du bassin Parisien, caractérisée par un ensoleillement médiocre, une pluviométrie moyenne régulièrement répartie au cours de l'année et un hiver froid (3 °C). 
Pour la période 1971-2000, la température annuelle moyenne est de 10,5 °C, avec une amplitude thermique annuelle de 14,9 °C. Le cumul annuel moyen de précipitations est de 734 mm, avec 11,1 jours de précipitations en janvier et 8,5 jours en juillet. Pour la période 1991-2020, la température moyenne annuelle observée sur la station météorologique la plus proche, située sur la commune de Margny-lès-Compiègne à 16 km à vol d'oiseau, est de 11,2 °C et le cumul annuel moyen de précipitations est de 633,5 mm,. Pour l'avenir, les paramètres climatiques de la commune estimés pour 2050 selon différents scénarios d'émission de gaz à effet de serre sont consultables sur un site dédié publié par Météo-France en novembre 2022.

## Urbanisme

### Typologie
Au 1er janvier 2024, Saint-Étienne-Roilaye est catégorisée commune rurale à habitat dispersé, selon la nouvelle grille communale de densité à sept niveaux définie par l'Insee en 2022.
Elle est située hors unité urbaine. Par ailleurs la commune fait partie de l'aire d'attraction de Compiègne, dont elle est une commune de la couronne,. Cette aire, qui regroupe 101 communes, est catégorisée dans les aires de 50 000 à moins de 200 000 habitants,.

### Occupation des sols
L'occupation des sols de la commune, telle qu'elle ressort de la base de données européenne d'occupation biophysique des sols Corine Land Cover (CLC), est marquée par l'importance des forêts et milieux semi-naturels (58 % en 2018), une proportion identique à celle de 1990 (58 %). La répartition détaillée en 2018 est la suivante : 
forêts (58 %), terres arables (41,6 %), zones urbanisées (0,4 %). L'évolution de l'occupation des sols de la commune et de ses infrastructures peut être observée sur les différentes représentations cartographiques du territoire : la carte de Cassini (XVIIIe siècle), la carte d'état-major (1820-1866) et les cartes ou photos aériennes de l'IGN pour la période actuelle (1950 à aujourd'hui).

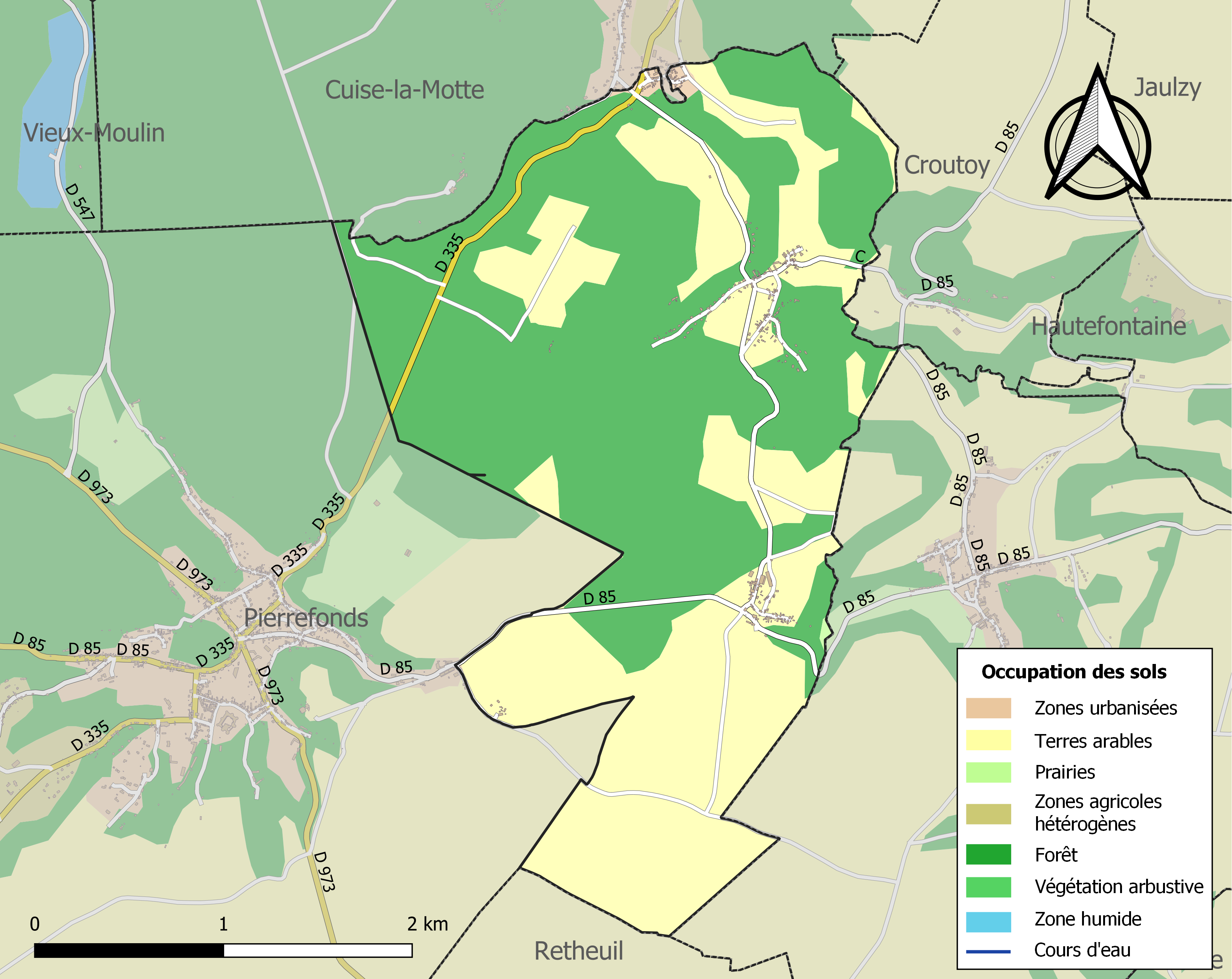
Carte des infrastructures et de l'occupation des sols de la commune en 2018 (CLC).

### Voies de communication et transports
La commune est desservie, en 2023, par les lignes 6302, 6319 et 6325 du réseau interurbain de l'Oise.

## Toponymie
Le nom de la localité est attesté sous les formes Sanctus Stephanus (1143) ; Sanctus Stephanus ad Petrafontem (vers 1255) ; Sancti Stephani (1302) ; de maioria Sancti Stephani (1332) ; St Estienne (1564) ; « la Queue du Bois (1794), durant la Révolution » ; Saint Etienne lez Pierrefonds (XIXe) ; Saint-Etienne (1840) ; Saint-Etienne-Roilaye (1949).

Saint-Étienne est un hagiotoponyme , du nom du saint patron de la paroisse.
En 1937, la terminaison -Roilaye est ajoutée au nom de la commune.

Roilaye, ancien hameau de la commune, est attesté sous les formes de Royliaco (1332) ; la ville de Roylais (1376) ; Roy lais empres pierrefons (1376) ; Roylay (1535) ; Roilay (1535) ; Roilet (1575) ; Royles dict le merdeux (1598) ; Roylet (1764) ; Roylaye (XIXe) ; Roilaye (1949).

## Histoire
Habitat gallo-romain de l'époque augustéenne connu sous le nom de la Ville-des-Gaules.
La seigneurie faisait partie de la châtellenie de Pierrefonds.
S'appela la Queue-du-Bois à l'époque révolutionnaire.
La commune a reçu la Croix de guerre 1914-1918.

## Politique et administration
| Période                                  | Période                         | Identité    | Étiquette | Qualité                        |
| ---------------------------------------- | ------------------------------- | ----------- | --------- | ------------------------------ |
| Les données manquantes sont à compléter. |                                 |             |           |                                |
| 1959                                     | 2008                            | Jean Beguin |           |                                |
|                                          | En cours (au 30 septembre 2014) | Eric Beguin |           | Réélu pour le mandat 2014-2020 |

## Population et société

### Démographie

#### Évolution démographique
L'évolution du nombre d'habitants est connue à travers les recensements de la population effectués dans la commune depuis 1793. Pour les communes de moins de 10 000 habitants, une enquête de recensement portant sur toute la population est réalisée tous les cinq ans, les populations de référence des années intermédiaires étant quant à elles estimées par interpolation ou extrapolation. Pour la commune, le premier recensement exhaustif entrant dans le cadre du nouveau dispositif a été réalisé en 2008.

En 2022, la commune comptait 292 habitants, en évolution de −8,18 % par rapport à 2016 (Oise : +0,87 %, France hors Mayotte : +2,11 %).
| 1793 | 1800 | 1806 | 1821 | 1831 | 1836 | 1841 | 1846 | 1851 |
| ---- | ---- | ---- | ---- | ---- | ---- | ---- | ---- | ---- |
| 316  | 461  | 364  | 333  | 391  | 382  | 377  | 408  | 403  |

| 1856 | 1861 | 1866 | 1872 | 1876 | 1881 | 1886 | 1891 | 1896 |
| ---- | ---- | ---- | ---- | ---- | ---- | ---- | ---- | ---- |
| 376  | 388  | 390  | 336  | 326  | 327  | 320  | 311  | 271  |

| 1901 | 1906 | 1911 | 1921 | 1926 | 1931 | 1936 | 1946 | 1954 |
| ---- | ---- | ---- | ---- | ---- | ---- | ---- | ---- | ---- |
| 300  | 333  | 311  | 238  | 260  | 234  | 226  | 233  | 201  |

| 1962 | 1968 | 1975 | 1982 | 1990 | 1999 | 2006 | 2008 | 2013 |
| ---- | ---- | ---- | ---- | ---- | ---- | ---- | ---- | ---- |
| 199  | 198  | 210  | 246  | 258  | 320  | 324  | 325  | 330  |

| 2018 | 2022 | - | - | - | - | - | - | - |
| ---- | ---- | - | - | - | - | - | - | - |
| 302  | 292  | - | - | - | - | - | - | - |

#### Pyramide des âges
En 2018, le taux de personnes d'un âge inférieur à 30 ans s'élève à 26,9 %, soit en dessous de la moyenne départementale (37,3 %). À l'inverse, le taux de personnes d'âge supérieur à 60 ans est de 27,5 % la même année, alors qu'il est de 22,8 % au niveau départemental.
En 2018, la commune comptait 158 hommes pour 144 femmes, soit un taux de 52,32 % d'hommes, largement supérieur au taux départemental (48,89 %).
Les pyramides des âges de la commune et du département s'établissent comme suit.
| Hommes | Classe d’âge | Femmes |
| ------ | ------------ | ------ |
| 0,0    | 90 ou +      | 1,4    |
| 3,8    | 75-89 ans    | 6,3    |
| 20,9   | 60-74 ans    | 22,9   |
| 24,1   | 45-59 ans    | 27,8   |
| 17,7   | 30-44 ans    | 22,2   |
| 14,6   | 15-29 ans    | 7,6    |
| 19,0   | 0-14 ans     | 11,8   |

| Hommes | Classe d’âge | Femmes |
| ------ | ------------ | ------ |
| 0,5    | 90 ou +      | 1,4    |
| 5,5    | 75-89 ans    | 7,6    |
| 15,6   | 60-74 ans    | 16,3   |
| 20,8   | 45-59 ans    | 20     |
| 19,4   | 30-44 ans    | 19,4   |
| 17,6   | 15-29 ans    | 16,2   |
| 20,6   | 0-14 ans     | 19,1   |

## Lieux et monuments

### Monument historique
Saint-Étienne-Roilaye compte deux monuments historiques sur son territoire.
- Église Saint-Étienne (monument historique par arrêté du 20 octobre 1947[28]) : restaurée après 1945 ; chœur roman voûté en cul-de-four ; Vierge de calvaire en bois peint XVIe, vitraux XXe.
- Ruines gallo-romaines du mont Berny (Monument Historique) (classées monument historique par arrêté du 23 septembre 1922[29]) : fanum du Ier siècle.

### Autres éléments du patrimoine
- Village perché.
- Allée couverte partiellement détruite en 1903 par les ouvriers qui l'ont mise au jour.
- Passage de la voie romaine dite chaussée Brunehaut.